# Lisztomani

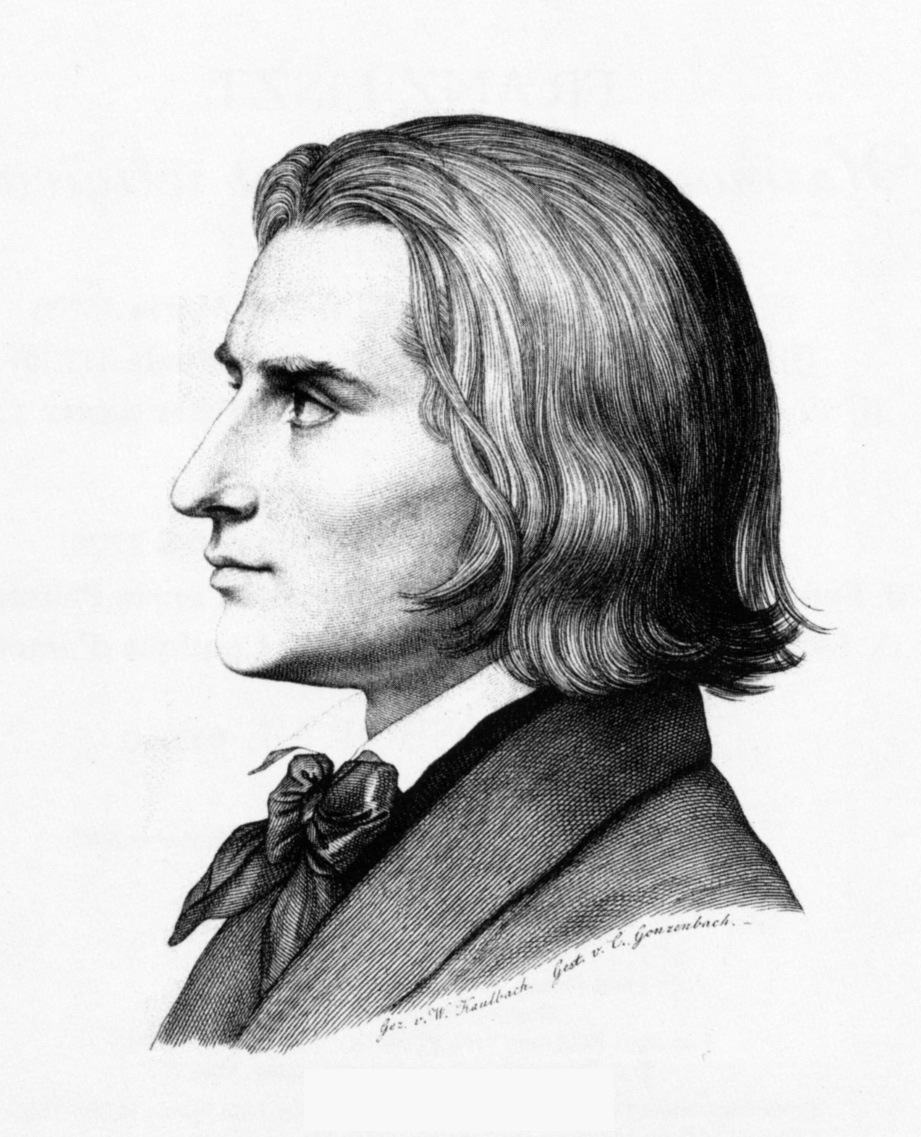
Franz Liszt

Lisztomani är ett begrepp som syftar på den hysteri som rådde kring kompositören och pianisten Franz Liszt under hans turnéer i Europa under 1840-talet. Jämförelser har senare gjorts med rockstjärnekulten under mitten och slutet av 1900-talet.

### Fotnoter
1. ↑  Erik Wallrup (22 oktober 2011). ”En riktig djävul på att skriva pianomusik”. Svenska Dagbladet. http://www.svd.se/kultur/understrecket/en-riktig-djavul-pa-att-skriva-pianomusik_6572223.svd. Läst 4 oktober 2014.